# Новососитли
Новососитли (вариант Новосаситли) — село в Хасавюртовском районе Дагестана.
Образует муниципальное образование село Новососитли со статусом сельского поселения как единственный населённый пункт в его составе.

## География
Село расположено на правом берегу реки Ярык-су, к северу от районного центра — города Хасавюрт.
Ближайшие населённые пункты: на северо-востоке — село Сиух, на северо-западе — сёла Новосельское и Моксоб, на юго-западе — сёла Аджимажагатюрт и Кандаураул, на юго-востоке — село Бамматюрт, на востоке — село Цияб-Ичичали.

## История
Село основано в 1964 году переселенцами из села Саситли Цумадинского района. В 1987 году указом ПВС РСФСР селению третьего отделения совхоза «Дагестан» Бамматюртовского сельсовета присвоено наименование Новосаситли.

## Известные уроженцы
- Абу Умар Саситлинский — исламский проповедник

## Население
| 1970  | 1989  | 2002  | 2010  | 2012  | 2013  | 2014  |
| ----- | ----- | ----- | ----- | ----- | ----- | ----- |
| 356   | ↗820  | ↗1325 | ↗1791 | ↗1862 | ↗1931 | ↗1985 |
| 2015  | 2016  | 2017  | 2018  | 2019  | 2020  | 2021  |
| ↗2061 | ↗2123 | ↗2188 | ↗2267 | ↗2344 | ↗2411 | ↘2345 |
| 2023  | 2024  | 2025  |       |       |       |       |
| ↗2435 | ↗2464 | ↗2498 |       |       |       |       |

В последние годы часть жителей села стали приверженцами не традиционного для Дагестана течения в исламе — салафия.